# Twin Glacier
Twin Glacier är en glaciär i Kanada.   Den ligger i provinsen British Columbia, i den västra delen av landet, 4 000 km väster om huvudstaden Ottawa. Twin Glacier ligger 889 meter över havet.
Terrängen runt Twin Glacier är kuperad åt nordväst, men åt sydost är den bergig. Trakten runt Twin Glacier är nära nog obefolkad, med mindre än två invånare per kvadratkilometer.. Det finns inga samhällen i närheten.
Trakten runt Twin Glacier består i huvudsak av gräsmarker.